# Aleksander Wasilewski (pułkownik)
Aleksander Wasilewski (ur. 27 października 1878, zm. ?) – pułkownik kawalerii Wojska Polskiego.

## Przebieg służby
Aleksander Wasilewski urodził się 27 października 1878 roku. Był absolwentem Szkoły Oficerów Kawalerii w Petersburgu. W latach 1896–1918 pełnił służbę w rosyjskim 7 Pułku Dragonów Kinburskich. 25 listopada 1920 roku został przyjęty do Wojska Polskiego z byłej armii rosyjskiej, z zatwierdzeniem posiadanego stopnia podpułkownika. 4 grudnia 1920 roku został przydzielony do 7 pułku strzelców konnych wielkopolskich na stanowisko zastępcy dowódcy pułku. 29 września 1921 roku został mianowany dowódcą 8 pułku strzelców konnych stacjonującego początkowo we Włocławku, a od 1922 roku w Chełmnie. 3 maja 1922 roku został zweryfikowany w stopniu podpułkownika ze starszeństwem z dniem 1 czerwca 1919 roku i 4. lokatą w korpusie oficerów jazdy, a 31 marca 1924 roku awansował na pułkownika ze starszeństwem z dniem 1 lipca 1923 roku i 1. lokatą w korpusie oficerów jazdy. 17 lipca 1925 roku otrzymał przeniesienie 3 pułku strzelców konnych w Wołkowysku na stanowisko zastępcy dowódcy pułku. 11 czerwca 1927 roku został zwolniony z zajmowanego stanowiska i oddany do dyspozycji dowódcy Okręgu Korpusu Nr III. 23 grudnia 1927 roku został przydzielony na stanowisko Rejonowego Inspektora Koni w Stanisławowie. Z dniem 30 listopada 1928 roku został przeniesiony w stan spoczynku. W 1928 roku mieszkał w Chełmnie. W 1934 roku pozostawał w ewidencji Powiatowej Komendy Uzupełnień Wilno Miasto. Posiadał przydział do Oficerskiej Kadry Okręgowej Nr III. Był wówczas „przewidziany do użycia w czasie wojny”.